# Mildred Savage
Mildred Savage, (New London, 26 juni 1919 – Norwich, 7 oktober 2011) was een Amerikaans schrijfster van romans. 

## Leven en werk
Savage werd als middelste van drie kinderen geboren in New London als Mildred Spitz. Haar ouders waren Ezekiel en Sadie Spitz. Op 18-jarige leeftijd schreef ze zich in aan het Wellesley College en behaalde er in 1941 haar bachelor in geschiedenis. Kort daarna huwde zij met Bernard Savage en verhuisden zij naar Norwich.
In 1952 werd haar eerste werk gepubliceerd, The Lumberyard and Mrs. Barrie onder het pseudoniem Jane Barrie. Het grotendeels autobiografische verhaal ging over de dingen die plaatsvonden in haar mans houtzagerij.
Met haar eerste roman Parrish uit 1958 behaalde ze groot succes. Het boek werd heel goed ontvangen en werd een bestseller. In 1961 werd het boek verfilmd met in de hoofdrol Troy Donahue. Het boek verhaalt over een man die op een tabaksplantage in Connecticut gaat werken.